# К-12
К-12 (Жар-птица) — прототип советского бесхвостого бомбардировщика, выполненного по схеме «летающее крыло». Разработка ОКБ Калинина.

## История
Первые эскизы «самолёта-бесхвостки» появились в 1933 году на Харьковском авиационном заводе опытного и серийного самолётостроения под руководством Калинина. Самолёт разрабатывался под три различных двигателя — М-22, М-49 и М-52. Отсутствие за крылом хвостового оперения давало возможность установить сзади кормовую стрелковую башню для полной круговой обороны, что не получалось сделать на самолётах обычных типов.
Схема «летающее крыло» даже сегодня является довольно инновационной. В то время ситуация была значительно сложнее. Калинин столкнулся с серьёзным противодействием не только штаба ВВС, но и ЦКБ ЦАГИ. В мае 1933 года С. В. Ильюшин докладывает в ГАУП следующее:

Самолеты подобной схемы на опыте не проверены. Подобного рода поперечное управление (элероны, вынесенные поверх крыла) имеется на американском самолете «Нортроп-Гама», сделанное в комбинации с закрылками типа «Цапа». Каких-либо сведений об управляемости этого самолета нет.
Продувки, произведенные в ЦАГИ при аэродинамических исследованиях, показывают очень низкую эффективность конструкции подобных элеронов. По аналогии с указанными продувками можно ожидать ухудшения эффективности горизонтального оперения, расположенного под обрезом задней кромки.
ЦКБ считает, что самолет подобной конструкции является сугубо экспериментальным, и поэтому сразу строить самолет большого тоннажа (4-5 т) нецелесообразно. Необходимо провести продувки в аэродинамической трубе, и в случае благоприятных результатов построить самолет с мотором в 75-100 л. с. для опытной проверки.

Однако сопротивление удалось преодолеть, и в сентябре 1933 года в отчетах НИИ ВВС сказано, что эскизный проект самолета К. А. Калинина представляет собой свободно несущий двухмоторный моноплан с близко расположенным к крылу горизонтальным оперением и является типом «летающее крыло».
Самолёт-крыло обладал меньшим лобовым сопротивлением, а значит — и большей скоростью, дальностью полёта, грузоподъёмностью. При силовых установках одинаковой мощности с самолётом традиционной схемы в «летающем крыле» вес распределяется по большей площади крыла, и его конструкция получается значительно легче.
Был сделан цельнодеревянный летающий макет самолёта в масштабе 1:2, чтобы подтвердить теоретические расчёты, на нём лётчик-испытатель П. О. Борисов совершил более 100 полётов, в одном из которых неожиданно сломалась качалка руля высоты на высоте около 3 км и планёр, резко клюнув носом вниз, выбросил пилота из кабины, однако сам вскоре выровнялся и, спускаясь по спирали, благополучно приземлился без пилота, Борисов приземлился на парашюте.
В 1935 году КБ переезжает в Воронеж и только в 1936 году начинается сборка самолёта.
На самолёт устанавливались два двигателя М-22 по 480 л. с. с двухлопастными винтами фиксированного шага диаметром 2,8 м.
Экипаж состоял из 3 человек: лётчика, штурмана и хвостового стрелка. Управление самолётом было двойное — в кабине пилота располагался штурвал, в кабине штурмана — съёмная ручка. Тем не менее, кабина штурмана не была оборудована аэронавигационными приборами достаточными для управления самолетом и мотором: имелся только альтиметр, указатель скорости, тюнер и рычаги газа без оперения и высотного корректора.
Также самолёт проектировался в гражданском и почтовом варианте и мог вмещать 11 и 6 пассажиров соответственно. Также конструктор заложил возможность разборки самолёта на части для транспортировки по железной дороге.
В июле 1936 года Борисов выполнил первый полёт на К-12, отметив положительные взлётно-посадочные характеристики и устойчивость самолёта в воздухе. В Воронеже была выполнена лётная программа из 46 полётов, и в октябре 1936 года в Москве самолёт начал проходить государственные испытания.
18 августа 1937 года К-12 впервые показали на воздушном параде в Тушине. Выглядел он весьма необычно — по указанию начальника НИИ ВВС П. И. Баранова самолёт раскрасили под сказочную «Жар-птицу». Появление в небе столь необычной машины произвело большое впечатление на присутствовавших на празднике членов правительства и командование РККА.
Испытания продолжались весь 1937 год. В заключение отчёта об испытаниях в НИИ ВВС, подписанном Филиным и Марковым, сказано, что самолёт ВС-2 2М-22 (К-12) представляет безусловный интерес, так как с его постройкой впервые разрешён вопрос о создании «летающего крыла» в вооруженном варианте. Принципиальная схема ВС-2 имеет тактические выгоды по сравнению с нормальной схемой хвостового самолета — в отношении обзора, обстрела, а также малого разбега и малой посадочной скорости. Однако в предъявленном виде самолёт К-12 (ВС-2) имеет низкие лётные свойства и недоведённое вооружение, не может быть признан современным боевым самолетом и рассматривается только как экспериментальный. 
На 1938 год было утверждено продолжение опытных работ по самолёту. Для проведения государственных испытаний даже планировалось собрать несколько самолётов. Но увидеть свою «жар-птицу» в серии конструктору не было суждено. Спустя полгода после ареста К. А. Калинин был расстрелян в воронежской тюрьме. Вскоре приказом наркома оборонной промышленности все работы по самолёту были прекращены.
В историю авиации самолёт К-12 (ВС-2) вошёл как первый в мире реальный бомбардировщик бесхвостой схемы, отвечавший всем требованиям военной тактики своего времени. В 1958 году английский журнал «Air pictorial» поместил фотографию К-12 с красноречивой подписью: «Эта машина явилась прототипом всех современных сверхзвуковых самолётов».

## Лётно-технические характеристики
| Размах крыла, м               | 20,95                     |
| Длина, м                      | 10,32                     |
| Площадь крыла, м²             | 72,75                     |
| Масса пустого, кг             | 3210                      |
| Нормальная взлётная масса, кг | 4200                      |
| Тип двигателя                 | 2 М-22                    |
| Мощность, л.с                 | 2 х 480                   |
| Максимальная скорость, км/ч   | 219                       |
| Крейсерская скорость, км/ч    | 219                       |
| Практическая дальность, км    | 700                       |
| Практический потолок, м       | 7100                      |
| Экипаж, чел                   | 3                         |
| Вооружение                    | два 7.62-мм пулемёта ШКАС |
| Бомбовая нагрузка, кг         | 500                       |